# Архитектура Хойсалы
Архитектура Хойсалы (канн. ಹೊಯ್ಸಳ ವಾಸ್ತುಶಿಲ್ಪ) — архитектурный стиль Индии, возникший во времена правления династии Хойсала между XI и XIV веками в регионе, который в наше время известен как Карнатака. Своего расцвета этот стиль достиг в XIII веке. Почти все сооружения этого периода можно рассматривать как примеры зданий в стиле Хойсала, включая храм Ченнакешава в Белуре, храм Хойсалешвара в Халебиде и храм Кешава в Сомнатхпуре. Активное строительство храмов в период Хойсала связано с политическими и культурными событиями. 
На сложение стиля династии Хойсала повлияла не только предшествующая архитектурная традиция династии Чалукья, но и местное декоративно-прикладное искусство резьбы из сандалового дерева и слоновой кости. Привнесенным отличием  стало дальнейшее развитие архитектурной типологии Весара в сторону усиления декоративной составляющей, а также усложнения плана за счет увеличения числа святилищ, размещенных в одном храме. Однако в остальном мастера остаются верны многогранной звездчатой планировке, по примеру храма Додда Басаппа в Дамбале.